# Luigi Navone
Luigi Navone (Genova, 1910 – Genova, 1983) è stato uno scultore italiano.

## Biografia
È forse la figura che maggiormente rappresenta, sotto l'aspetto artistico, le tensioni del lungo periodo dei due principali conflitti, e relativi dopoguerra, del XX secolo. La sua opera non è inquadrabile in schemi rigidi in rapporto a particolari periodi e scuole. È difficile ricostruire esattamente il cammino anteguerra dello scultore, considerata la sua avversione per il regime fascista, comune ad altri come Adolfo Lucarini, e per la sua simpatia per l'anarchia.
Alcuni suoi bozzetti sono depositati presso lo studio dell'artista genovese Sante Parodi, di cui il Navone fu maestro. Fra di essi, in stile realistico-espressionista, il Gruppo degli operai, o la serie di studi per la tomba dell'attore Gilberto Govi, con cui Navone ebbe rapporti per studiarne il monumento funebre presso il cimitero monumentale di Staglieno (la tomba di Giberto Govi sarà poi realizzata da Guido Galletti).
Nel dopoguerra e nel periodo bellico si trovò a operare a Genova un gruppo di scultori della vecchia generazione, non necessariamente accomunati dallo stesso stile. Fra questi Servettaz , Raimondi, Angelo Camillo Maine , assieme alla nuova generazione di Edoardo Alfieri, Lorenzo Garaventa, Antonietta Raphael-Mafai (che si trova a Genova ospite di Della Ragione), Sandro Cherchi, Agenore Fabbri , Roberto Bertagnin (genero di Arturo Martini) e lo stesso Navone.
Saranno costoro punto di riferimento per molti scultori del panorama genovese del secondo dopoguerra. Alfieri e Garaventa tenteranno un avvicinamento alle avanguardie; Raphael si dedicherà allo sviluppo del suo rapporto con l'arcaismo nel suo temporaneo soggiorno genovese; Fabbri e Navone rivisiteranno, in modo autonomo, alcune espressioni del realismo, mentre Bertagnin procederà nello studio personale del linguaggio martiniano.
Questo gruppo di giovani avrà un ruolo storico importante nel coniugare impegno politico-sociale con scultura. Nell'estate del 1945 dettero vita infatti all'associazione di artisti Libera di cui facevano parte sia lo stesso Navone che Giovanni Governato (legato, anche attraverso il rapporto con Filippo Tommaso Marinetti, all'impresa di Fiume) mentre, nello stesso anno, venne aperta la galleria Isola, di indirizzo non allineato, ma finanziata dal quotidiano comunista l'Unità, che subirà, come altre istanze legate al PCI, l'attacco di Palmiro Togliatti, su un articolo di Rinascita del 1948, contenente un richiamo al ritorno al realismo.
Per quanto riguarda l'attività di Navone prima della seconda guerra mondiale ricordiamo: l'esposizione della Madre del 1937 alla Sindacale di Genova e dello stesso periodo il Ritratto di Leopardi del 1938, in cui si vede l'influsso di Adolfo Wildt, soprattutto per quanto riguarda l'impostazione della patina superficiale; passando al primo dopoguerra è di interesse Maternità, che ebbe il primo premio per la scultura alla Regionale del 1946, sempre nello stesso anno nella Mostra di arte sociale ricevette il premio PSIUP per Gli stati sociali o Giustizia.
Fra le altre opere: Angioletto per tomba proprietà Marsano del 1935; Coppa con Vittoria, bocciofila Roma di Genova Staglieno del 1938; Tomba Odetti (Ecce homo) cimitero Staglieno del 1939; della seconda metà degli anni trenta si ricordano la Tomba Oneto (Cristo) e la Tomba Serrusi sempre a Staglieno. Per il periodo del secondo dopoguerra: Angelus, tomba Dellacasa, nel 1953 La resurrezione di Lazzaro, tomba Fioccardi e nel 1954 la Tomba Cristofanni (crocifisso) e ancora sempre nel cimitero monumentale di Staglieno la Tomba Firmino Ravecca e la Tomba Carenzo.
Uno studio rigoroso e approfondito e unico, sul Navone e altri giovani, sia sul versante artistico che su quello storico sociale è riportato nel capitolo Scultura ed Impegno ne La scultura a Genova e in Liguria di Franco Sborgi, direttore del corso di specializzazione Storia Arte Contemporanea all'Università di Genova.